# Termospermina
La termospermina è una poliammina. Prende il nome dal fatto di essere stata isolata e caratterizzata per la prima volta dal batterio termofilo Thermus thermophilus. L'enzima termospermina sintasi catalizza la conversione della spermidina in termospermina.